# 岚城乡
岚城乡是中国福建省福州市平潭县下辖的一个乡。2021年4月，撤销潭城镇、澳前镇、岚城乡，设立海坛街道办事处。

## 行政区划
岚城乡下辖以下地区：
正旺村、上楼村、新桥村、霞屿村、白山村、流东村、东屿村、新门村、上洋村、下洋村、矶屿村、中湖村和中南村。